# Гамбург-Зінсторф
Зінсторф (нім. Sinstorf) — частина району Гарбург вільного та ганзейського міста Гамбург. Місцевість розташована в одному з найпівденніших куточків Гамбурга. Межує на півночі з мікрорайонами Мармсторф, Лангенбек і Реннебург, а на сході, півдні та заході з районом Гарбург федеральної землі Нижня Саксонія. Через нього протікає струмок Енгельбек.

## Історія
У 1937 році, за часів нацистської Німеччини, після прийняття «Закону про Великий Гамбург» прусський Зінсторф, як і місто Гарбург-Вільгельмсбург та деякі інші місця в окрузі, став частиною Гамбурга.